# Velaine-en-Haye
Velaine-en-Haye ist eine Ortschaft und eine Commune déléguée in der französischen Gemeinde Bois-de-Haye mit 1.900 Einwohnern (Stand: 1. Januar 2022) im Département Meurthe-et-Moselle in der Region Grand Est (bis 2015 Lothringen). Die Einwohner werden Velainois genannt.
Die Gemeinde Velaine-en-Haye wurde am 1. Januar 2019 mit Sexey-les-Bois zur Commune nouvelle Bois-de-Haye zusammengeschlossen. Sie hat seither den Status einer Commune déléguée. Die Gemeinde Velaine-en-Haye gehörte zum Arrondissement Toul und zum Kanton Le Nord-Toulois. 

## Geografie
Velaine-en-Haye liegt etwa 20 Kilometer nördlich von Toul im Wald von Haye. Umgeben wurde die Gemeinde Velaine-en-Haye von den Nachbargemeinden Bois-de-Haye mit Sexey-les-Bois im Norden, Liverdun im Nordosten, Champigneulles im Osten, Maron im Süden, Gondreville im Westen und Südwesten sowie Fontenoy-sur-Moselle im Westen und Nordwesten. 
Durch das ehemalige Gemeindegebiet führt die Autoroute A31.

## Bevölkerungsentwicklung
| Jahr                       | 1962 | 1968 | 1975 | 1982 | 1990  | 1999  | 2006  | 2013  |
| Einwohner                  | 365  | 410  | 798  | 867  | 1.310 | 1.495 | 1.525 | 1.671 |
| Quellen: Cassini und INSEE |      |      |      |      |       |       |       |       |

## Sehenswürdigkeiten
- Kirche Sainte-Madeleine, nach 1945 wiederaufgebaut
- Lothringisches Automobilmuseum
- Wasserturm

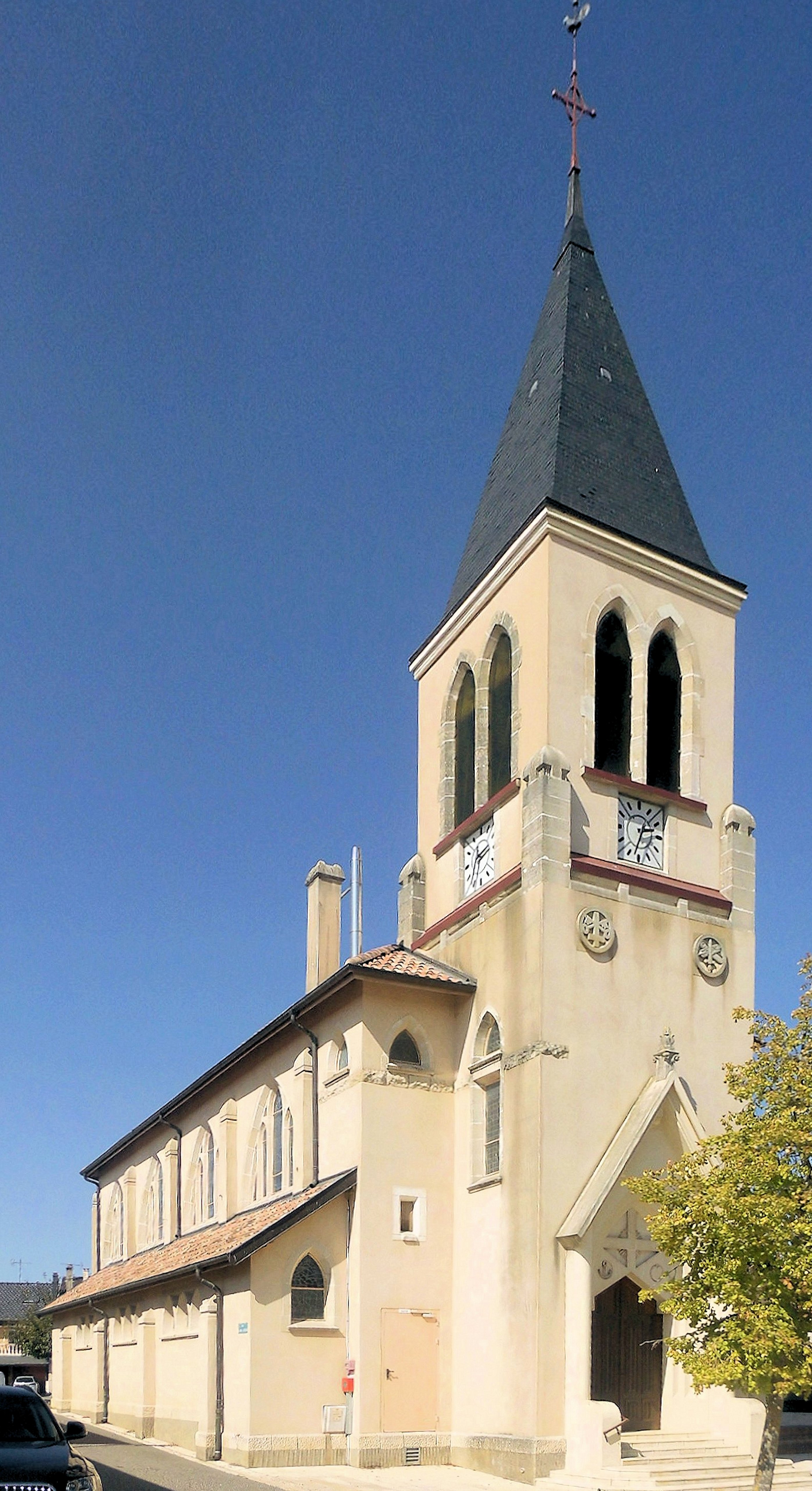
Kirche Sainte-Madeleine
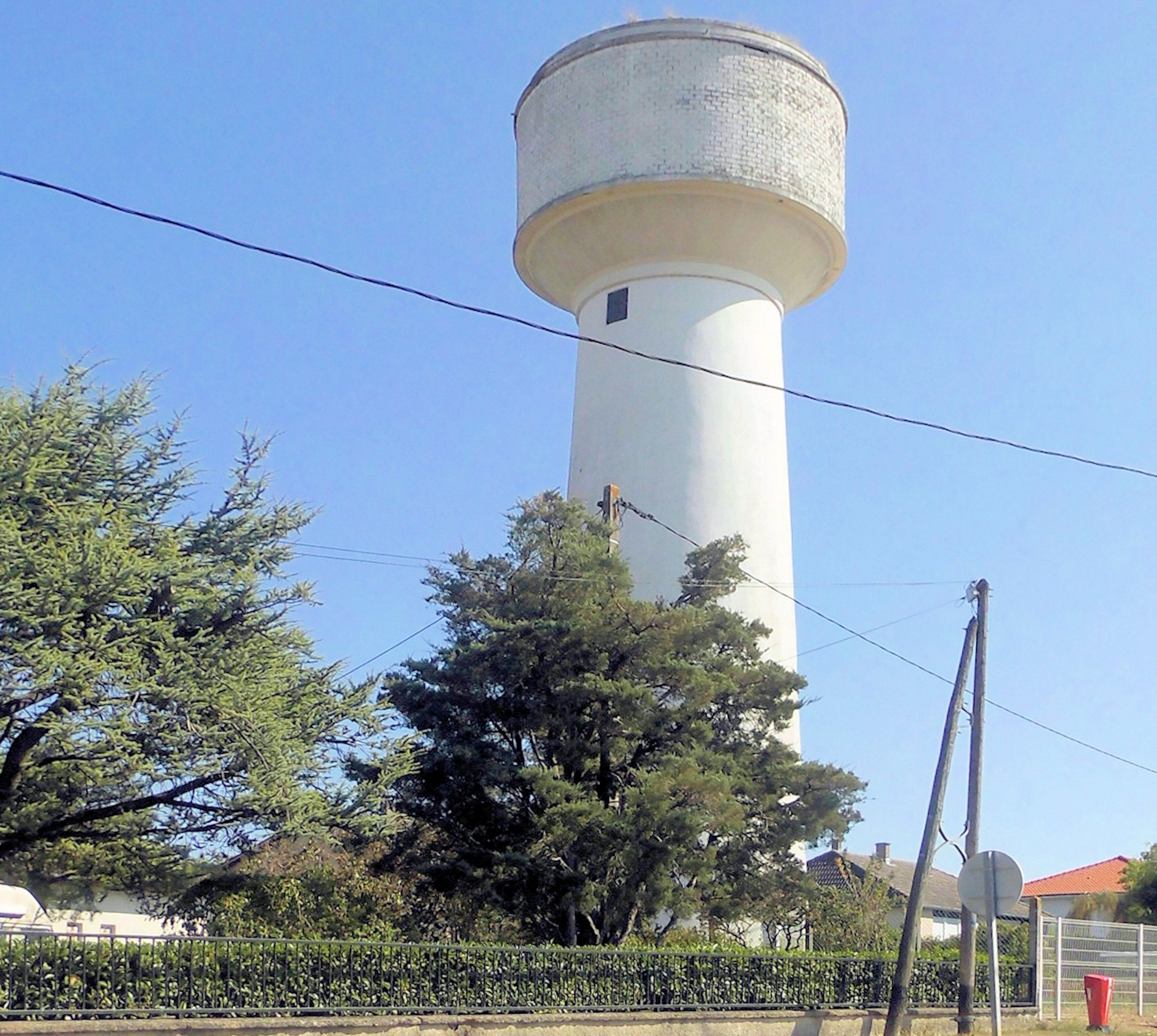
Wasserturm

## Persönlichkeiten
- Antonin Michel (* 1977), Scrabblemeister